# Ferruccio Baruffi
Pour les articles homonymes, voir Baruffi.
Ferruccio Baruffi  (né le 23 mai 1889 à Caravaggio (Italie) dans la province de Bergame en Lombardie, mort le 19 octobre 1958 dans cette même ville) est un peintre italien du XXe siècle.

## Biographie
Ferruccio Baruffi s'inscrit à l'âge de 14 ans à l'Académie de Brera à Milan où il fréquente les cours de décoration et de peinture de Cesare Tallone. Pendant cette période il peut fréquenter des artistes comme Umberto Boccioni, Aroldo Bonzagni, Carlo Carrà, Antonio Sant'Elia.
En 1908 il est récompensé par le prix Hayez pour sa peinture Ritratto di mia nonna et  en 1914, il présente à l'Exposition Nationale Brera  Un padre di famiglia al tavolo.

### La guerre et la période milanaise
Au cours de la Première Guerre mondiale il est enrôlé auprès du LXVe régiment stationné d'abord à Casalbuttano et ensuite à Crémone. Il combat au front près de Selletta di Dol. Une fois les hostilités terminées, il reprend son activité. En 1920 il emménage à Milan où il ouvre un atelier (via Moscova) et continue à fréquenter ses collègues de l'Académie Brera.
En avril 1920, il expose à la Mostra Annuale della Permanente, et en automne Feu, fer, fumée à l'Exposition Nationale de Brera. Il inaugure de fait une période d'expérimentation du langage, caractérisée par des œuvres de grandes dimensions.
En 1922, son tableau  La previdenza obtient le premier prix du concours artistique patronné par la Caisse d'Épargne des Provinces lombardes. La même année, il présente à  l'Exposition Nationale de Brera le tableau Premure per il piccolo orfano, et en 1923, Autoportrait.

### La périodecaravaggine
Au cours des années 1920, Ferruccio Baruffi déménage à Caravaggio et adopte le pseudonyme de Ferruccio da Caravaggio par analogie aux grands maîtres de la Renaissance. À cette période, il adhère au fascisme.
En 1928, il réalise les fresques de la coupole du Famedio du cimetière monumental de Milan en honneur des soldats tombés à la guerre avec l'œuvre L'esaltazione del sacrificio del fante, malheureusement perdue.

### La Seconde Guerre mondiale
En 1939 Baruffi met sur pied sa première exposition personnelle au Palazzo della Permanente (it) de Milan. La même année il participe à la première édition du prix de Crémone. En 1941, lors de la troisième édition du prix, il présente l'œuvre Sole, et en 1944 il réalise sa deuxième exposition personnelle à la galleria d'arte Vittoria de Brescia. En 1945 il prend part à la Mostra degli Artisti Lombardi et à la Mostra del Premio Fra Galgario de Bergame.
Le 19 octobre 1958 Ferruccio Baruffi meurt dans un accident de la route près de Caravaggio.

### Rétrospettives
- En 1959 au Palazzo Comunale de Caravaggio (it).
- En 1974 au Centre civique de Caravaggio.
- En 1978 à la Galleria Internazionale de Varèse.

## Œuvres
- Ritratto di mia nonna (portrait de ma grand-mère) (1908).
- Un padre di famiglia al tavolo (un père de famille à table) (1914).
- La previdenza (Providence) (1922).
- Premure per il piccolo orfano (1922).
- Autoportrait (1923).
- Sole (1941).

## Source
- (it) Cet article est partiellement ou en totalité issu de l’article de Wikipédia en italien intitulé « Ferruccio Baruffi » (voir la liste des auteurs).